# Tei Shi
Tei Shi (произн. Тей Ши, настоящее имя — Ва́лери Тейчер (англ. Valerie Teicher), род. 4 октября 1990 года, Буэнос-Айрес, Аргентина) — аргентинская певица колумбийского происхождения, автор песен и продюсер. В июле 2013 года, она выпустила видео на дебютный сингл «M&Ms», а осенью того же года состоялся релиз дебютного EP Saudade. В 2014 году она выпустила два сингла: «Adder(f)all» и кавер на композицию Бейонсе «No Angel». В апреле 2015 года, состоялся релиз второго мини-альбома Verde. В 2017 году подписала контракт с звукозаписывающей компанией Downtown Records и уже 31 марта 2017 года выпустила дебютный альбом «Crawl Space».

## Биография
Валери родилась 4 октября 1990 года в Буэнос-Айресе, Аргентина. На протяжении всего детства и подросткового периода её семья часто переезжала. Когда ей было 8 лет, семья переехала в Ванкувер, Канада, где Валери провела бо́льшую часть своей жизни. Позже она поступила в Музыкальный колледж Беркли в Бостоне и впоследствии переехала в Нью-Йорк, где решила развивать музыкальную карьеру.

## Музыкальная карьера
Валери начала записывать песни ещё учась в школе. В 2012 году, её бойфренд и сопродюсер Лука Буччеллати призвал собрать все песни, которые она записывала в школьные времена и превратить их в готовый проект. Песни были перезаписаны и выпущены под псевдонимом Tei Shi. Псевдоним был выбран случайно.
Я не хотела использовать своё настоящее имя. Мне понравилась идея создания персоны для себя, которая бы отличалась от меня. Хотя музыка действительно особенная и личная для меня, и в этом я остаюсь верна себе, но я считаю, что концепция создания идентичности в музыке более интересна. Что касается псевдонима, то он произошел из очень случайной последовательности событий, и не имеет никакого смысла в принципе. Я просто подбрасывала разные идеи для Луки, когда мы придумывали имя для меня, и в шутку я ляпнула "Яй Ши", типа как "Джей Зи".  Нам обоим понравилось как это прозвучало, и я быстро превратила его в "Тей Ши" , т.к "Тей" (*Тейчер) первые три буквы моей фамилии.Tei Shi в интервью для журнала V-Magazine
Не будучи подписанной ни на один лейбл, все свои мини-альбомы она выпускала самостоятельно. В январе 2017 года стало известно, что Валери подписала контракт с лейблом Downtown Records и 31 марта 2017 года выпустит полноценный дебютный альбом «Crawl Space». 27 января 2017 года состоялась премьера лид-сингла «Keep Running» в поддержку дебютного альбома.

## Музыкальный стиль
Свой стиль Тей Ши описывает как «музыку русалок» (англ. mermaid music).

## Дискография

### Альбомы
| Год  | Название     | Детали |
| ---- | ------------ | --- |
| 2013 | Saudade — EP | - Релиз: 12 ноября 2013 - Self-released - Формат: цифровая дистрибуция                                                     |
| 2015 | Verde — EP   | - Релиз: 14 апреля 2015 - Self-released - Формат: CD, цифровая дистрибуция, винил                                          |
| 2017 | Crawl Space  | - Релиз: 31 марта 2017 - Downtown Records / Interscope Records / Polydor Records - Формат: CD, цифровая дистрибуция, винил |

### Синглы
| Год  | Название                   | Альбом               | Детали                                                                                       |
| ---- | -------------------------- | -------------------- | -------------------------------------------------------------------------------------------- |
| 2013 | «M&Ms»                     | Только в виде сингла | Self-released (22 июля, 2013); Музыкальное видео                                             |
| 2013 | «Nevermind the End»        | Только в виде сингла | Self-released (31 октября, 2013); Музыкальное видео                                          |
| 2013 | «Nature Vs. Nurture»       | Только в виде сингла | Self-released (5 ноября, 2013)                                                               |
| 2014 | «Adder(f)all»              | Только в виде сингла | Self-released (январь 2014)                                                                  |
| 2014 | «No Angel (Beyoncé cover)» | Только в виде сингла | Self-released (лето 2014)                                                                    |
| 2015 | «Bassically»               | Verde — EP           | Self-released (11 февраля, 2015); Музыкальное видео                                          |
| 2015 | «See Me»                   | Verde — EP           | Self-released (20 августа, 2015); Музыкальное видео                                          |
| 2015 | «Get It»                   | Verde — EP           | Self-released (8 декабря, 2015); Музыкальное видео                                           |
| 2017 | «Keep Running»             | Сингл / Crawl Space  | Downtown Records / Interscope Records (27 января, 2017); Музыкальное видео (27 января, 2017) |
| 2017 | «How Far»                  | Сингл / Crawl Space  | Downtown Records / Interscope Records (23 февраля, 2017); Музыкальное видео (15 марта, 2017) |
| 2017 | «Justify»                  | Crawl Space          | Downtown Records / Interscope Records (24 марта, 2017);                                      |

### Приглашённый артист
| Год  | Название                  | Исполнитель   | Альбом           | Детали                      |
| ---- | ------------------------- | ------------- | ---------------- | --------------------------- |
| 2014 | «Holiest» (ft. Tei Shi)   | Glass Animals | Glass Animals EP | Harvest Records (Март 2014) |
| 2015 | «Arrest Me» (ft. Tei Shi) | Shy Girls     | 4WZ EP           | Self-release (Февраль 2015) |